# Puppet Master II
Puppet Master II (también conocida en inglés como Puppet Master II: His Unholy Creations) es una película de horror de 1991 directa a video, escrita por David Pabian y dirigida por Dave Allen. Es la segunda película en la franquicia de Puppet Master y se trata de la secuela de la primera película de 1989. Está protagonizada por Elizabeth Maclellan, Gregory Webb, Charlie Spradling, Jeff Weston y Nita Talbot, que hacen el papel de investigadores que están aterrorizados por las creaciones animadas de un titiritero revivido, interpretado por Steve Welles. Originalmente Puppet Master II pretendía tener el subtítulo His Unholy Creations. Esta película, así como la tercera, cuarta y quinta entregas de la serie, sólo estuvieron disponibles en formato DVD a través de un box set de Full Moon Features que se suspendió brevemente, hasta que en 2007 Full Moon recupera los derechos de las cinco primeras películas. Una edición remasterizada en Blu-ray y DVD de la película fue lanzada el 18 de septiembre de 2012.

## Argumento
La película comienza en Shady Oaks, un cementerio en el patio trasero de la Bodega Bay Inn. Vemos a Pinhead cavar la tumba de Andre Toulon. Pinhead abre el ataúd, sube hacia fuera y vierte un frasco de la poción en el esqueleto, con Tunneler, Leech Woman, Blade y Jester viendo. Después de verter la fórmula el esqueleto levanta sus brazos, lo que indica que Andre Toulon está vivo otra vez. Unos meses más tarde un grupo de parapsicólogos, liderado por Carolyn Bramwell (Elizabeth Maclellan), es enviado al hotel a investigar el extraño asesinato de Megan Gallagher y los lunáticos desvaríos de un ahora loco Alex Whitaker. Se explicó que el cerebro de Megan fue extraído a través de la nariz (por Blade), y Alex, sospechando del asesinato, ahora está encerrado en un asilo. Mientras en el asilo Alex comienza a experimentar premoniciones y convulsiones terribles. Esa misma noche uno de los investigadores, Camille Kenney (Nita Talbot), decide abandonar después de detectar a dos de los títeres en su habitación. Sin embargo, mientras ella hace su equipaje, Pinhead y Jester la atacan y secuestran. Al día siguiente Carolyn habla con Michael (Collin Bernsen) sobre la desaparición de su madre, debido a la búsqueda de las pertenencias de  Camille y su coche todavía en el hotel. Esa misma tarde el hermano de Carolyn, Patrick (Gregory Webb) muere al ser atacado por Tunneler, quien le hace un agujero en su cabeza. Otro investigador, Lance (Jeff Weston), llega en el momento y deja pasmado a Tunneler en el suelo y lo mata por aplastamiento con una lámpara. Después de diseccionar a Tunneler se dan cuenta de que los títeres no son a control remoto, sino que sus engranajes y madera están a cargo de un químico. De esto, deduce que el químico debe ser el secreto de la inteligencia artificial. A la mañana siguiente, mientras todavía se trataba de entender la motivación de la marioneta, un hombre llamado Eriquee Chaneé (Steve Welles) entra, afirmando que él había heredado el hotel, y que estaba en Bucarest. Luego, el hijo de Camille, Michael, viaja al hotel tratando de averiguar lo que le sucedió a su madre. Esa misma noche Blade y Leech Woman van a la casa de una pareja de campesinos local, donde Leech Woman mata al marido, Matthew (George "Buck" Flower), pero luego es arrojada a la chimenea por la esposa, Martha (Salvia Allen). Justo antes de que Martha disparara a Blade con su escopeta, una nueva marioneta, Torch, entra y quema a Martha con su brazo lanzallamas. Luego se revela que Eriquee es realmente Andre Toulon y creó a Torch después de ser devuelto a la vida, y cree que Carolyn es una reencarnación de su ya fallecida esposa, Elsa. Toulon tiene entonces un recuerdo de él (interpretado por Steve Welles) y Elsa (también interpretada por Elizabeth Maclellan) comprando la fórmula de la vida eterna de un alquimista de El Cairo (Ivan J. Rado). A la mañana siguiente, Michael y Carolyn viajan a la ciudad para encontrar a Camille y para obtener más información sobre Eriquee Chanee. Mientras tanto se revela que los títeres matan porque están creciendo más débiles y necesitan el ingrediente secreto que hace esa fórmula: tejido del cerebro. Carolyn no encuentra ningún registro de Eriquee Chaneé y comienza a conectar a Eriquee con la desaparición de Camille y la muerte de su hermano, Patrick. Al mismo tiempo, ella también se da cuenta de que está enamorado de Michael. Esa misma noche, Carolyn y Michael se besan y tienen un pequeño interludio romántico, como Lance y Wanda (Charlie Spradling), los restantes dos investigadores. Mientras Wanda regresa a su cuarto, Blade mata a Lance, matando luego a Wanda. Después de matarlos, usa sus tejidos para la fórmula. Durante esto, Carolyn se cuela en la habitación de Eriquee y encuentra a dos maniquíes de tamaño real en el armario. Eriquee se cuela detrás de Carolyn y aún pensando que ella es Elsa, la amarra. Michael, al oír sus gritos, despierta y va a rescatarla, al mismo tiempo luchando contra Torch, Pinhead y Blade. En el camino, el montaplatos se abre, revelando a Jester junto a la madre muerta de Michael, Camille. Toulon transfiere su alma a uno de los maniquíes y explica que después de ver a Carolyn, decidió para ellos vivir juntos para siempre. Los títeres, al enterarse de esto, comprenden que Tolón los usó para sus malas necesidades, y empiezan a torturarlo. Michael entonces rompe la puerta, rescata a Carolyn, y los dos se van del hotel. Arriba en el ático, Torch prende fuego a Tolón, haciéndole caer de una ventana y finalmente muere. Después, Jester vuelve a donde esta el cuerpo de Camille con lo restante de la fórmula. Varios días más tarde, es revelado que el alma de Camille ha sido puesta en el maniquí mujer de tamaño real y ahora está ejecutando su propio espectáculo de títeres. Blade, Pinhead y Jester, son encerrados en una jaula, dejando libre a Torch. Camille los lleva a la institución de Bouldeston para adolescentes con problemas mentales. Camille pone los títeres en la parte trasera de su coche y a Torch en el asiento del acompañante, y se va, dejando un final con suspense.

## Reparto
- Steve Welles – Andre Toulon, Eriquee Chaneé
- Elizabeth Maclellan – Carolyn Bramwell, Elsa Toulon
- Michael Todd – Marioneta Toulon
- Julianne Mazziotti – Marioneta Camille/Elsa
- Collin Bernsen – Michael Kenney
- Gregory Webb – Patrick Bramwell
- Charlie Spradling – Wanda
- Jeff Weston – Lance
- Nita Talbot – Camille Kenney
- Sage Allen – Martha
- George Buck Flower – Mathew
- Sean B. Ryan – Billy
- Ivan J. Rado – Comerciante del Cairo
- Taryn Band – Niño del Cairo
- Alex Band – Niño del Cairo

### Marionetas
- Blade
- Pinhead
- Leech Woman
- Jester
- Tunneler
- Torch
- Mephisto
- Djinn

## Trivia
- La lápida de Toulon indica que murió en 1941, pero en la primera película muere en 1939.
- Leech Woman muere quemada en esta película.
- En Puppet Master 4: The Demon, Tunneler regresa de entre los muertos, pero lamentablemente no Leech Women.
- Se trata de la única película de la saga que tiene un niño asesinado por un títere.
- Se trata de la única película en la franquicia donde Andre Toulon hace de villano.
- Aunque Six Shooter no aparece en esta película, su cabeza puede verse en la sala de Toulon.
- Mr. Punch de la película Dolls puede verse en la sala de Toulon.
- El traje de Toulon fue hecho para parecerse a El hombre invisible.